# Österreichisches Zentralblatt für die juristische Praxis
Das Österreichische Zentralblatt für die juristische Praxis war eine juristische Fachzeitschrift, die von 1883 bis 1938 im Verlag von Moritz Perles in Wien erschien.

## Geschichte
Die erste Ausgabe wurde im Jahr 1883 von Leo Geller herausgegeben. Das Periodikum erschien bis zu seiner Einstellung einmal jährlich meist Anfang Januar. Im Jahr 1889 umfasste das fortlaufende Sammelwerk bereits 762 Seiten, später jährlich rund 1000 Seiten. Inhaltliche Schwerpunkte waren überwiegend Texterörterungen höchstrichterlicher Entscheidungen, Kommentare zu zivilprozessualen Rechtsfällen, prozessuale Rechtsentwicklung, Auslegung und Interpretation von OGH-Entscheidungen. Zwischen 1925 und 1938 galt das Zentralblatt als größte und bedeutendste juristische Fachzeitschrift in Österreich.

## Herausgeber
- Leo Geller, Ausgaben 1–42 (1883–1924), ab 1907 gemeinsam mit Hermann Jolles
- Georg Petschek, Ausgaben 43–51 (1925–1933) gemeinsam mit Alfred Handl
- Georg Petschek, Ausgaben 51–55 (1934–1938)[3]